# Horloge fleurie
Ne doit pas être confondu avec Horloge florale.

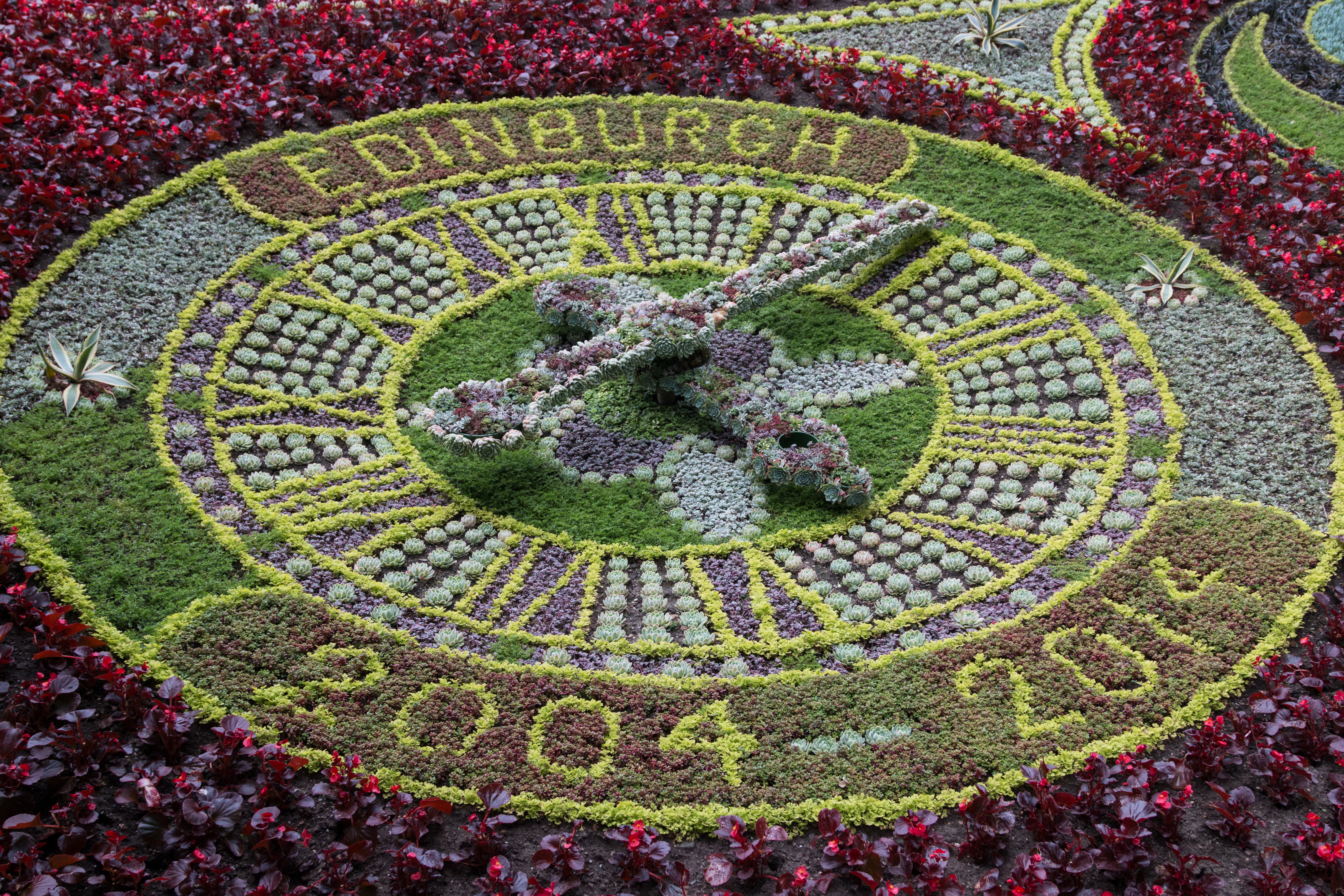
Horloge fleurie en mosaïculture, jardins de Princes Street à Édimbourg, en Écosse

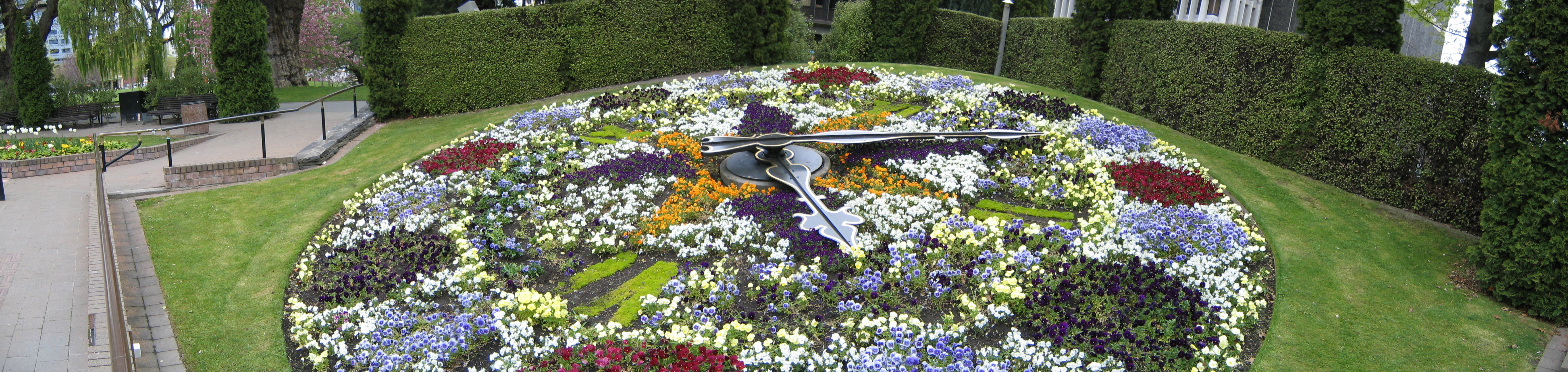
L'horloge fleurie de Christchurch,
en Nouvelle-Zélande

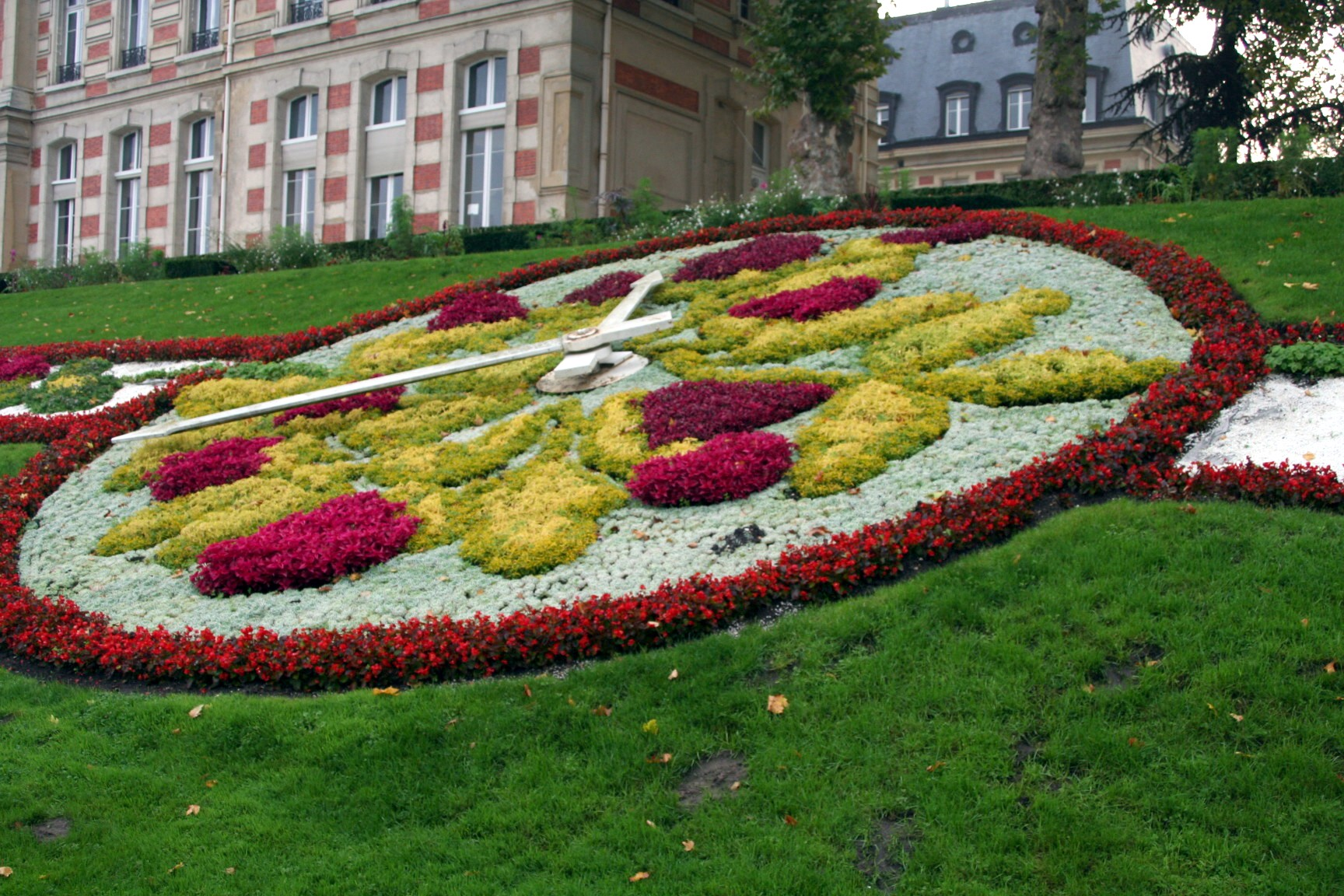
L'horloge fleurie de la mairie de Versailles, en France

Une horloge fleurie est une grande horloge décorative composée de fleurs, installée dans un parc ou tout autre lieu public.

## Historique

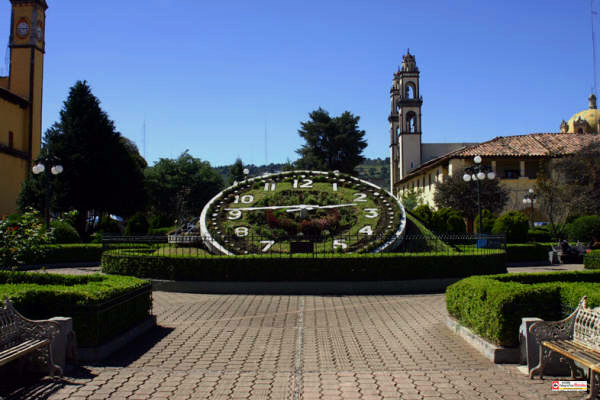
L'horloge fleurie de Zacatlán au Mexique

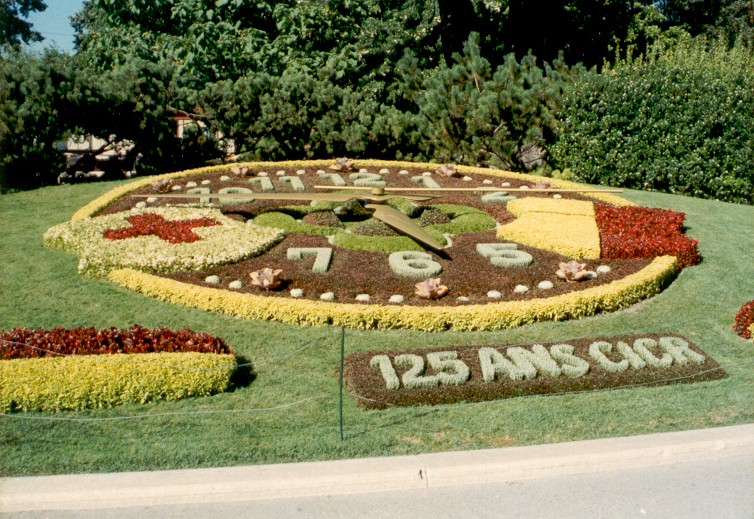
L'horloge fleurie de Genève pour le du CICR en 1988

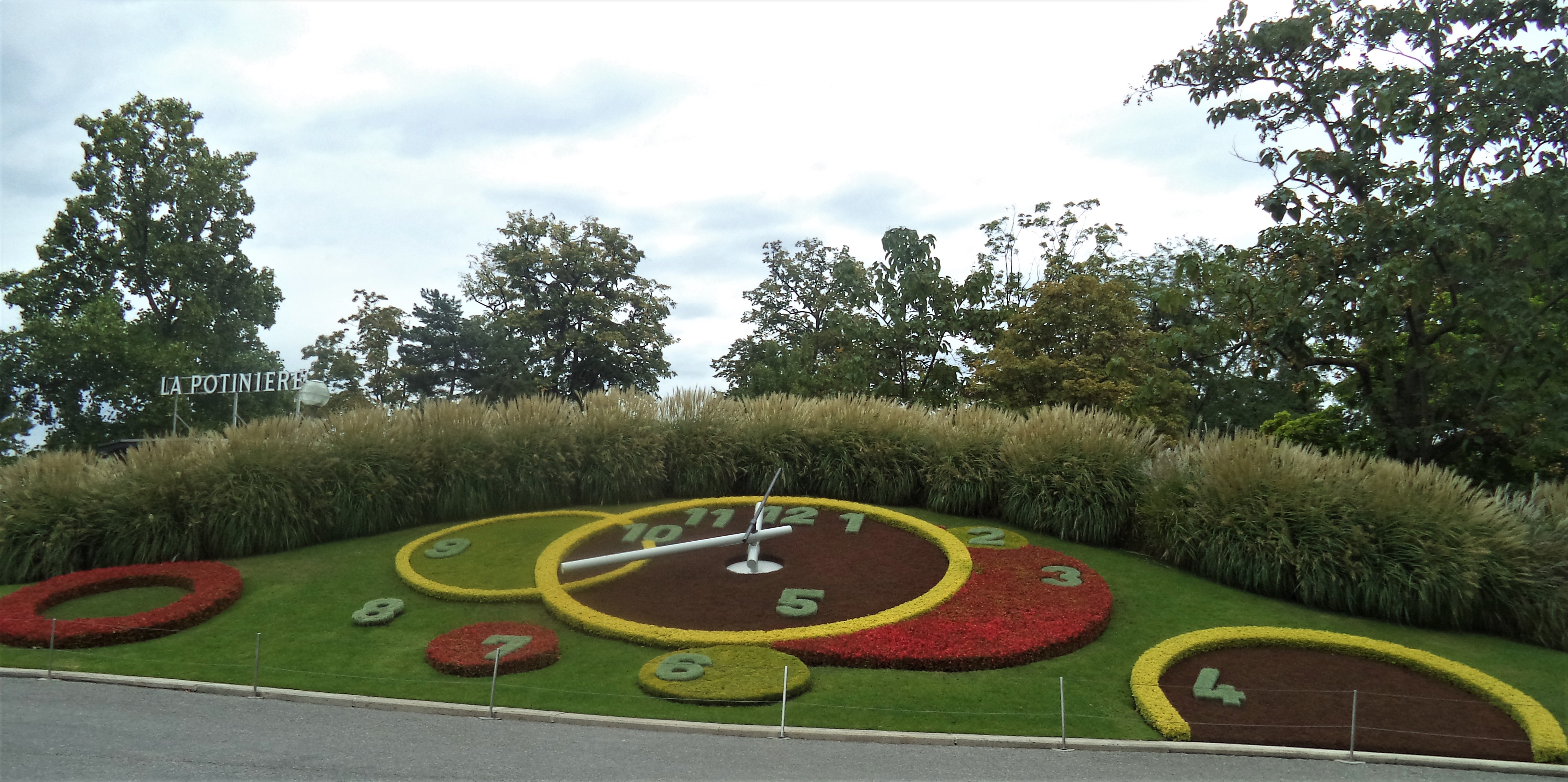
Genève - Suisse

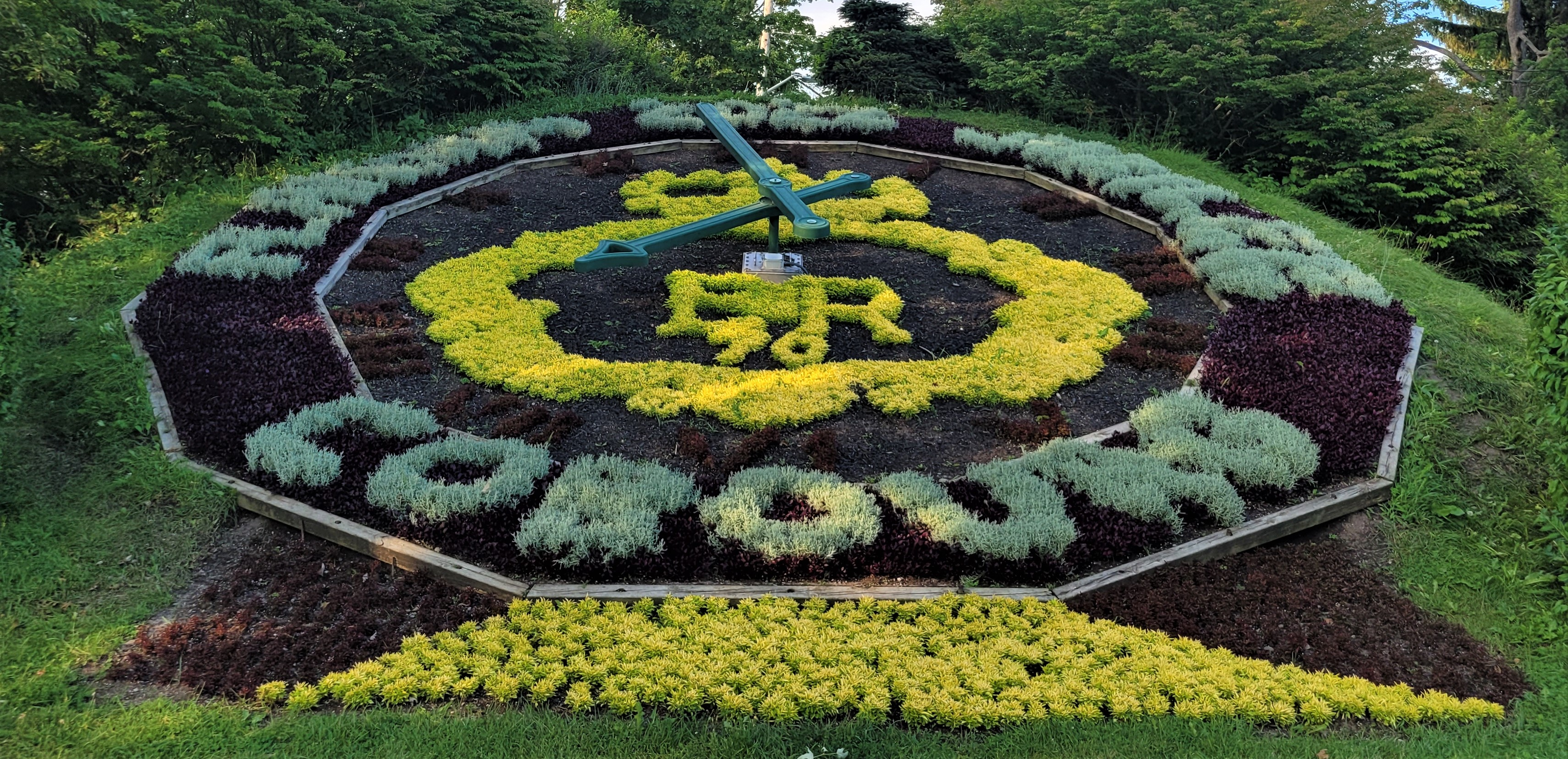
Cobourg (Ontario), Canada

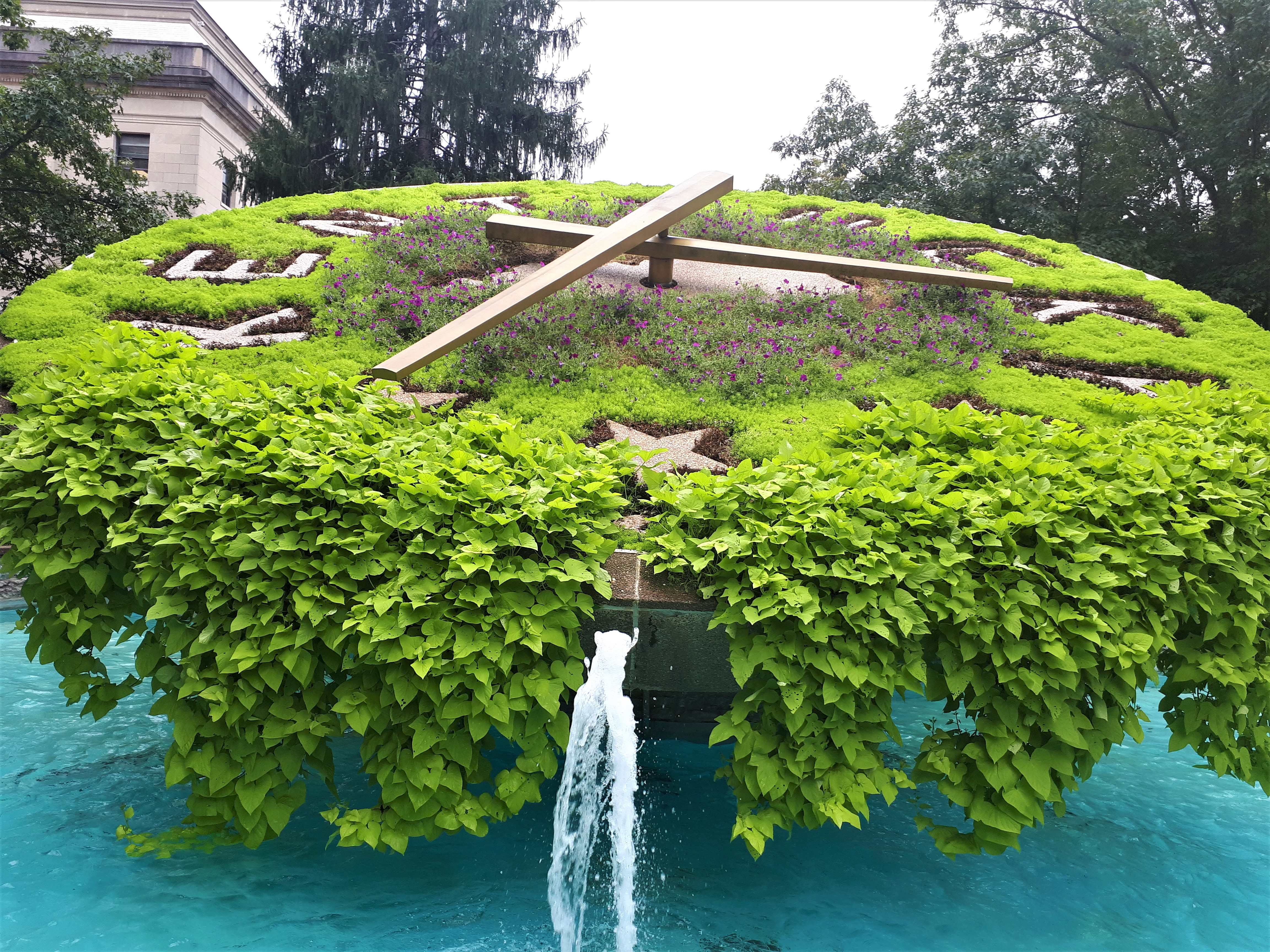
Frankfort (Kentucky), États-Unis

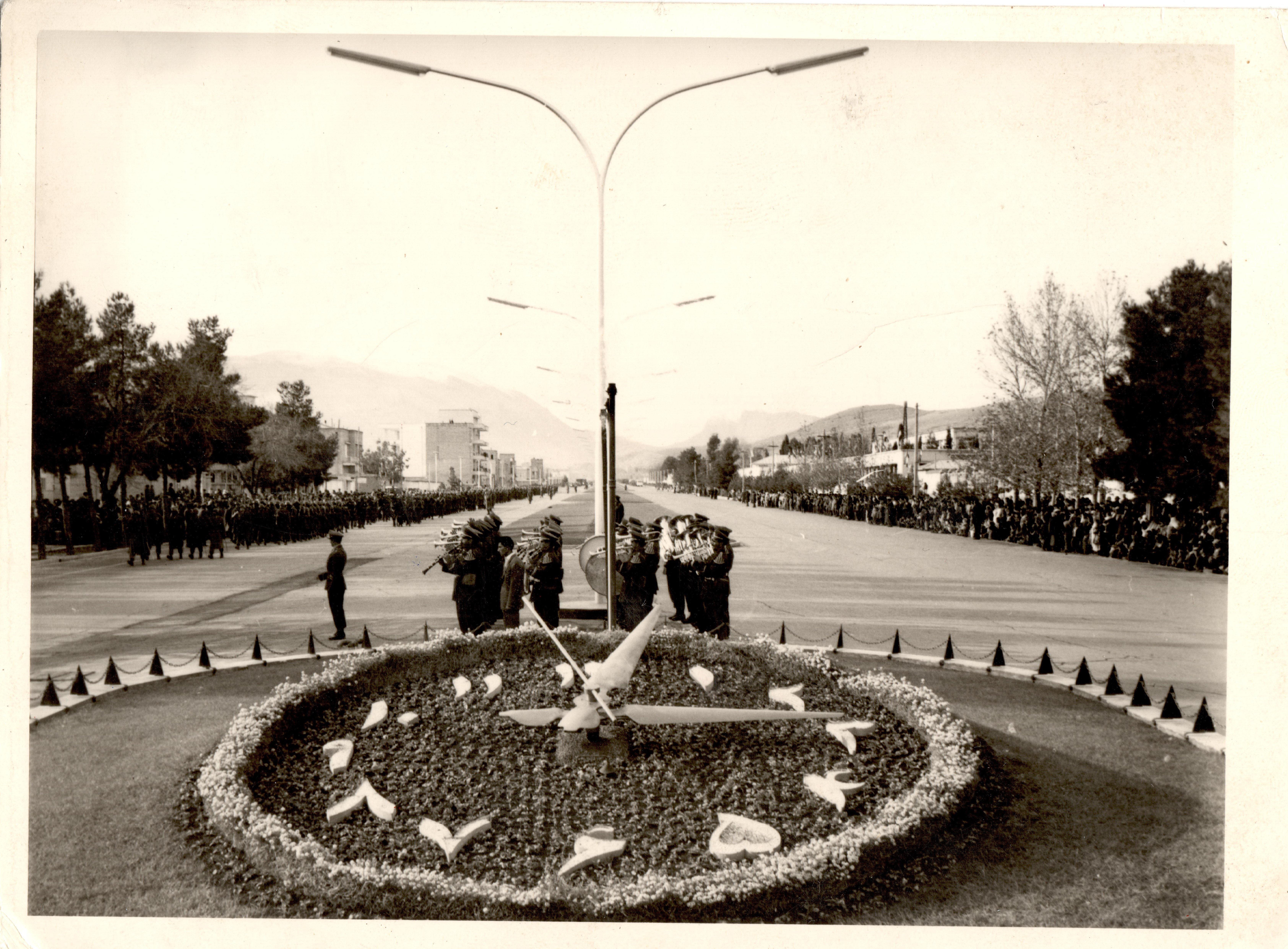
Chiraz, Iran, 1961

L'horloge fleurie est une sorte de tapis de fleurs planté autour d'un cadran d'horloge opérationnel. Elle aurait été inventée en 1903 par John McHattie, jardinier des jardins de Princes Street à Édimbourg, en Écosse, et présentée pour la première fois au public au printemps de 1904. Il fut bientôt imité à travers tout le Royaume-Uni. Toutefois ce fait reste relatif car le village des Avants sur Montreux en Suisse disposait déjà d'une horloge fleurie en 1900, qui bordait le grand hôtel du Châtelard. Cette horloge est par ailleurs toujours en fonction de nos jours.
À Édimbourg le mécanisme de l'horloge est dissimulé à l'intérieur du socle de la statue d'Allan Ramsay adjacente et a duré jusqu'en 1936. Il a été construit par un horloger local, Ritchie James and Sons Ltd, à l'origine en utilisant des pièces récupérées à partir de l'église paroissiale d'Elie, dans le Fife.
La plupart des horloges fleuries ont le mécanisme enterré dans le sol sous le parterre de fleurs, qui a ensuite été planté de sorte à apparaître visuellement comme un cadran d'horloge, avec les bras en mouvement (qui abritent également des plantes).
La plus grande horloge fleurie du monde est située au Japon, à Toi, dans la préfecture de Shizuoka.
La manufacture Audemars Piguet offre un cadeau à l’île-état de Singapour pour fêter ses 50 ans. En effet, l’horloger du Brassus a construit au sein du jardin Garden by the Bay, une horloge d'un diamètre de 7 mètres, reprenant dans une version toute fleurie le design de la Royal Oak.
La seule horloge fleurie avec deux faces mues par le même système est situé à Zacatlán, au Mexique. Elle présente deux faces, chacune de cinq mètres de diamètre. Elle a été construite par Relojes Centenario, un artisan local.
Michael Jackson possédait une horloge florale dans son ranch de Neverland.
Une autre horloge fleurie peut être vue dans l'International Peace Garden (en) à la frontière entre le Dakota du Nord et le Manitoba.

## Horloge spéciale
L'horloge florale de Linné exploite la nyctinastie des fleurs pour avoir des fleurs qui s'ouvrent et se ferment dans la journée à heure fixe.

## Musique
Jean Françaix a composé une œuvre pour hautbois et orchestre, intitulée L'horloge de Flore, dans laquelle il nomme chacun des mouvements d'un nom de fleur, en fonction de leur place sur l'horloge.

## Sources
- (en) Cet article est partiellement ou en totalité issu de l’article de Wikipédia en anglais intitulé « Floral clock » (voir la liste des auteurs).